# Djuna Barnes
|  | For den danske dj som har taget navn efter forfatteren, se Djuna Barnes (dj) |
Djuna Barnes (født 12. juni 1892 ved Cornwall-on-Hudson, New York, død 18. juni 1982 i New York City) var en amerikansk forfatter, som spillede en central rolle i udviklingen af den engelsksprogede modernistiske litteratur.
Barnes var en nøgleperson i 1920'ernes og 30'ernes bohèmemiljø i Paris. Hun havde i sine teenageår spillet en tilsvarende rolle i Greenwich Village.
Hendes roman Nightwood er blevet til en klassiker, selvom den først kunne blive publiceret med støtte fra den toneangivende amerikansk-britiske digter og litterat T.S. Eliot, som skrev en indledning til romanen og afsatte den hos et forlag. Den hovedsageligt selvbiografiske roman er bemærkelsesværdig i dag som en af de første moderne skildringer af lesbiske temaer og på grund af dens umiskendelige stil.
Interessen for Barnes' litteratur er vokset hastigt efter hendes død, og mange af hendes bøger er igen i tryk.